# Clélie Lamberty
Clélie Lamberty (Chênée, 6 de juny de 1930-Waremme, 8 de juliol de 2013) fou una pintora i artista plàstica belga.

## Biografia

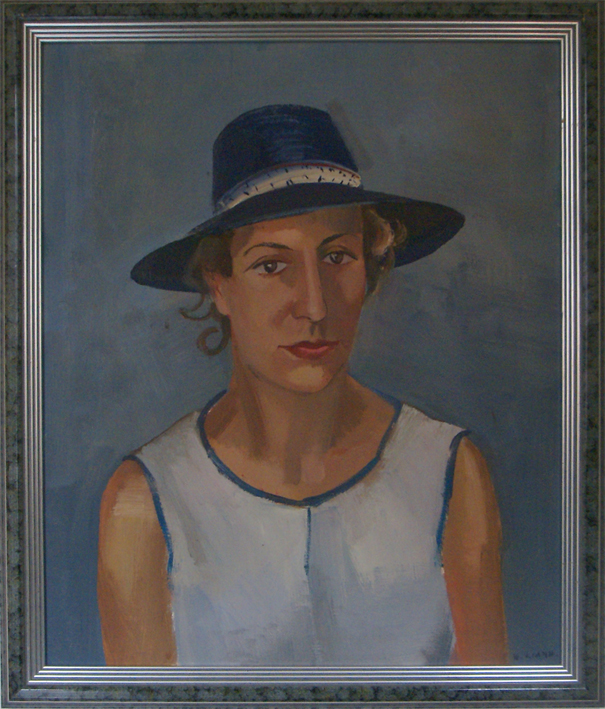
Clélie Lamberty pintada per Robert Liard al 1977 durant un viatge a l'Índia

Des de l'edat de deu anys, Clélie Lamberty va sentir la vocació de pintora. La natura i els animals van ser la seva primera font d'inspiració, que continuarà pintant durant una època llarga de la seva carrera. De jove tocava el piano i va dubtar entre la professió de pianista i la de pintora. Un dia el seu pare, dentista però mal gestor dels seus negocis, per manca de diners va vendre el piano sense consultar-ho a sa filla. Disgustada i decebuda, des d'aleshores mai no va voler tocar un instrument.
Amb divuit anys, en oposar-se als seus pares que li planificaven una carrera de dentista, va inscriure's en l'Acadèmia de Belles arts de Lieja. Era més que una rebel·lió, era la seva convicció que l'empenyia a seguir la seva vocació. Aleshores va començar un període interessant però dur. Son pare va emancipar-la i així havia de pagar-se els estudis. Quan la ciutat de Lieja va atorgar-li el Premi dels Necessitats, organitzat per ajudar artistes joves sense diners, va ser una victòria personal que el seu pare no va apreciar. Va fer moltes petites feines per sobreviure, com pintar vitrines amb temes estacionals: Nadal, Sinterklaas, carnaval… Durant els estudis va conèixer el pintor Robert Liard, professor de la mateixa acadèmia que va esdevenir el seu company de vida i millor amic fins a la seva mort, el 1988.
La seva primera exposició d'olis va tenir lloc el 1952 a Lieja. Era la primera d'una llarga sèrie. Un problema de salut, una hipersensibilitat als dissolvents i hidrocarburs va constrènyer-la a abandonar l'oli, perquè no tenia cap taller propi. Si volia pintar, l'aquarel·la hi era l'única alternativa perquè, en aquesta època, encara no hi havia les pintures acríliques a base d'aigua. Aquest canvi per necessitat aviat va esdevenir una passió a la qual va dedicar-se durant tota sa vida i hi descobrí el seu jo profund.
Va viatjar arreu del món cercant idees, colors i llums noves. A Escandinàvia va descobrir la llum límpida, a l'Índia el gust per a l'arquitectura i les espècies picants, a Grècia el sentit de les proporcions balancejades; els països àrabs li van inspirar el moviment i la imaginació.
Va obtenir molts premis i medalles. Va ser administradora del cercle artístic Le Cercle des Beaux-Arts a Lieja i presidenta del CNAP, el consell nacional belga d'arts plàstiques, afiliat a la UNESCO.

## Premis
- Prix Watteau (1952), Bèlgica
- Prix des nécessiteux (1953), Bèlgica
- Primer premi de l'Acadèmia de Lieja, amb gran distinció (1952)
- Premier prix d'aquarelle, Ligny (Bèlgica), Medalla d'or
- Medalla dels artistes professionals del «Festival des Arts Plàstiques de Maharès» (Tunísia)

## Exposicions
Aquesta llista no és pas exhaustiva:
- Estats Units
Lugana Beach, Califòrnia
- Bèlgica
Brussel·les: Galeria Kintz
Lieja: Cercle des Beaux Arts; Galleria P&V; església de Sant Antoni
Seraing: Castell del Val-Saint-Lambert
- Països Baixos
Holten: Galeria ten Berg
- Andalusia (estat espanyol)
Sevilla: Galeria la Rábida
- França
Nancy: Ajuntament
París - Saló de Tardor
- Canadà: Verdun - Mont-real
- Suïssa
Sion: Galeria le Vieux Sion
- Tunísia
Tunis: Museu de Tunis; Acadèmia de Tunis
- Corea del Sud
Seül: Museu d'Art Modern